# Jakob Rosner (Journalist)
Jakob Rosner (geboren 25. März 1890 in Sniatyn, Österreich-Ungarn; gestorben 18. Juni 1970 in Wien) war österreichischer politischer Journalist und Marxist.

## Leben
Jakob Rosner kam 1905 nach Wien und arbeitete als Angestellter. Er gehörte zunächst der Sozialdemokratie an und diente von 1916 bis 1918 als Soldat im Ersten Weltkrieg, 1919 wurde er Mitglied der Kommunistischen Partei Ungarns. Ab 1926 war er Mitarbeiter von Georgi Dimitrow. Bis 1928 hielt er sich in Wien und bis 1933 in Berlin auf. Von 1936 bis 1939 war er persönlicher Sekretär von Dimitrow in Moskau. Von September 1939 bis Dezember 1944 lebte er illegal in Schweden, wo er die Komintern-Zeitschrift Die Welt herausgab. Anschließend arbeitete er wieder als Mitarbeiter Dimitrows und kam im September 1945 nach Österreich.
Bei der Volksstimme, dem Zentralorgan der Kommunistischen Partei Österreichs (KPÖ), leitete er bis zu seiner Pensionierung die außenpolitische Redaktion. Eines von Rosners besonderen Anliegen war die Förderung journalistischer und politischer Talente, unter anderem von Eva Priester und Ernst Wimmer. Von 1951 bis 1965 war er Mitglied des Zentralkomitees der KPÖ. Bis 1965 war er ferner persönlicher Sekretär des Vorsitzenden der KPÖ Johann Koplenig. In seinem Buch von 1966 griff er Erich Kulkas Idee (1963) von einer „industrialisierten“ Tötung in den Konzentrationslagern auf, die im folgenden Jahr in den Zeitschriften Die Zukunft und Das Argument Verbreitung fand. Im Oktober 1967 gehörte er zum Kreis der Unterzeichner eines „Aufrufs zur Gründung einer revolutionären Arbeiterpartei auf Grundlage des Marxismus-Leninismus“, aus dem am 22. Juni 1968 die maoistische Vereinigung Revolutionärer Arbeiter Österreichs (Marxisten-Leninisten) entstand. Er blieb Funktionär dieser Organisation bis 1969. 1970 trat er wieder der KPÖ bei. Er wurde am Atzgersdorfer Friedhof bestattet.

## Schriften
- Kommunist und Katholik, 1965
- Der Faschismus: Seine Wurzeln, seine Wesen, seine Ziele, 1966